# Талай, Алина Геннадьевна
Алина Геннадьевна Талай (бел. Аліна Генадзьеўна Талай; 14 мая 1989, Орша) — белорусская легкоатлетка, специализирующаяся в беге на 100 метров с барьерами. Призёр чемпионата мира.

## Карьера
Алина Талай дебютировала на международном уровне в 2008 году на чемпионате мира среди юниоров, где пробилась в финал и заняла четвёртое место в барьерном спринте.
В 2009 году белорусская спортсменка стала третьей на молодёжном чемпионате Европы в Каунасе, а через два года на том же турнире в чешской Остраве завоевала золото.
В начале 2012 года Талай стала третьей на чемпионате мира в помещении, а потом стала чемпионкой Европы. Также Алина приняла участие в Олимпиаде, где в беге на 100 метров с барьерами прекратила борьбу на стадии полуфинала. Также в Лондоне она выступала в составе эстафеты 4×100 метров, где белоруски выбыли после первого раунда.
В начале 2015 года белорусская спортсменка выиграла чемпионат Европы в помещении, а в конце лета завоевала бронзовую медаль на чемпионате мира в Пекине.
В ноябре 2023 года Талай объявила о завершении карьеры, сославшись на проблемы с ахилловым сухожилием. В феврале 2024 года начала сотрудничество с футбольным клубом БАТЭ, став тренером по физподготовке резервной команды. По итогам сезона 2024 года БАТЭ-2 оказался на восьмом месте чемпионата Беларуси по футболу среди команд первой лиги. В июле 2025 года вошла в тренерский штаб основной команды БАТЭ, который возглавил Артем Концевой.  Получила должность тренера по физподготовке.